# Keulrod
Keulrod ist ein Ortsteil von Bischofrod im Landkreis Hildburghausen in Thüringen.

## Lage
Keulrod liegt am östlichen Rand des standortüblich sogenannten Kleinen Thüringer Waldes. Das Dorf hat verkehrsmäßig Anschluss über die Landesstraße 2634 hinab nach Bischofrod und Lengfeld. Die Gemarkung ist stark kupiert und für Freizeitsport besonders gut geeignet.

## Geschichte
Am 5. Juni 1438 wurde das Dorf erstmals urkundlich erwähnt. Keulrod war bis zum Dreißigjährigen Krieg ein kleines Walddorf. Es wurde 1634 verwüstet. Die Bürger konnten es nicht wieder aufbauen. Der Schleusinger Rentmeister Paul Kaden setzt sich für den Aufbau ein und gründete ein Rittergut, das er auch führte. 1712 ging das Gut an die Familie Heym über, die es landwirtschaftlich nutzten. 1868 kaufte das Anwesen Victor Weiß, der es stark veränderte und den Gutssitz mit Gutshaus erschuf. Er forstete sogar Ackerland auf.
Bis 1815 gehörte der Ort zum hennebergischen bzw. kursächsischen Amt Schleusingen und gelangte dann an den Kreis Schleusingen der neugebildeten preußischen Provinz Sachsen, bei dem er bis 1945 verblieb. 1927 wurde per Gesetz in Preußen, wozu das Umfeld gehörte, die Auflösung der Güter beschlossen. Am 1. Dezember 1928 wurden Keulrod und Bischofrod eine Gemeinde. Nach der Wende 1990 gab es im Dorf wieder zwei Bewirtschafter der ländlichen Betriebe. 
Im Dezember 1999 verkaufte das Land Thüringen über deren Landesentwicklungsgesellschaft das Rittergut im oberen Teil des Dorfes an Sebastian Günther. Dieser sanierte das Gutshaus in den Jahren danach sehr aufwendig. Im Jahre 2015 folgte die Sanierung des auf dem Grundstück befindlichen Parkes. Hierbei wurde der hier ursprünglich befindliche Teich wieder hergestellt und der Park neu angelegt. 